# 케피소스
케피소스(Cephisus)는 그리스 신화에 나오는 강의 신이다. 고대 그리스 중부의 보이오티아 지방에 흐르던 강 이름이기도 하다. 케피소스는 포세이돈과 헤라가 아르고스의 지배권을 놓고 다툴 때, 강의 신 이나코스, 아스테리온 등과 함께 헤라의 편을 들었다. 이에 분노한 포세이돈이 강물을 모두 빼서 아르고스에 큰 홍수가 든 일이 있었다. 케피소스강의 물결이 님프 리리오페를 감싸안아 임신시켰는데, 이 때 태어난 아들이 미소년으로 널리 알려진 나르키소스이다. 나르키소스는 엔디미온과 셀레네의 아들이라고도 한다.